# Самхын (станция метро)
«Самхын» (кор. 삼흥 — Три Начала) — станция Пхеньянского метрополитена. Расположена на линии Хёксин между станциями «Рагвон» и «Чонсын».
Открыта 9 октября 1975 года в составе пускового участка линии Хёксин «Рагвон» — «Хёксин».
Станция украшена мозаиками с изображением спортсменов и танцоров.
От станции идёт специальная узкоколейная трамвайная линия до Кымсусанского мемориального комплекса, где покоится Ким Ир Сен.